# Escoba de bruja

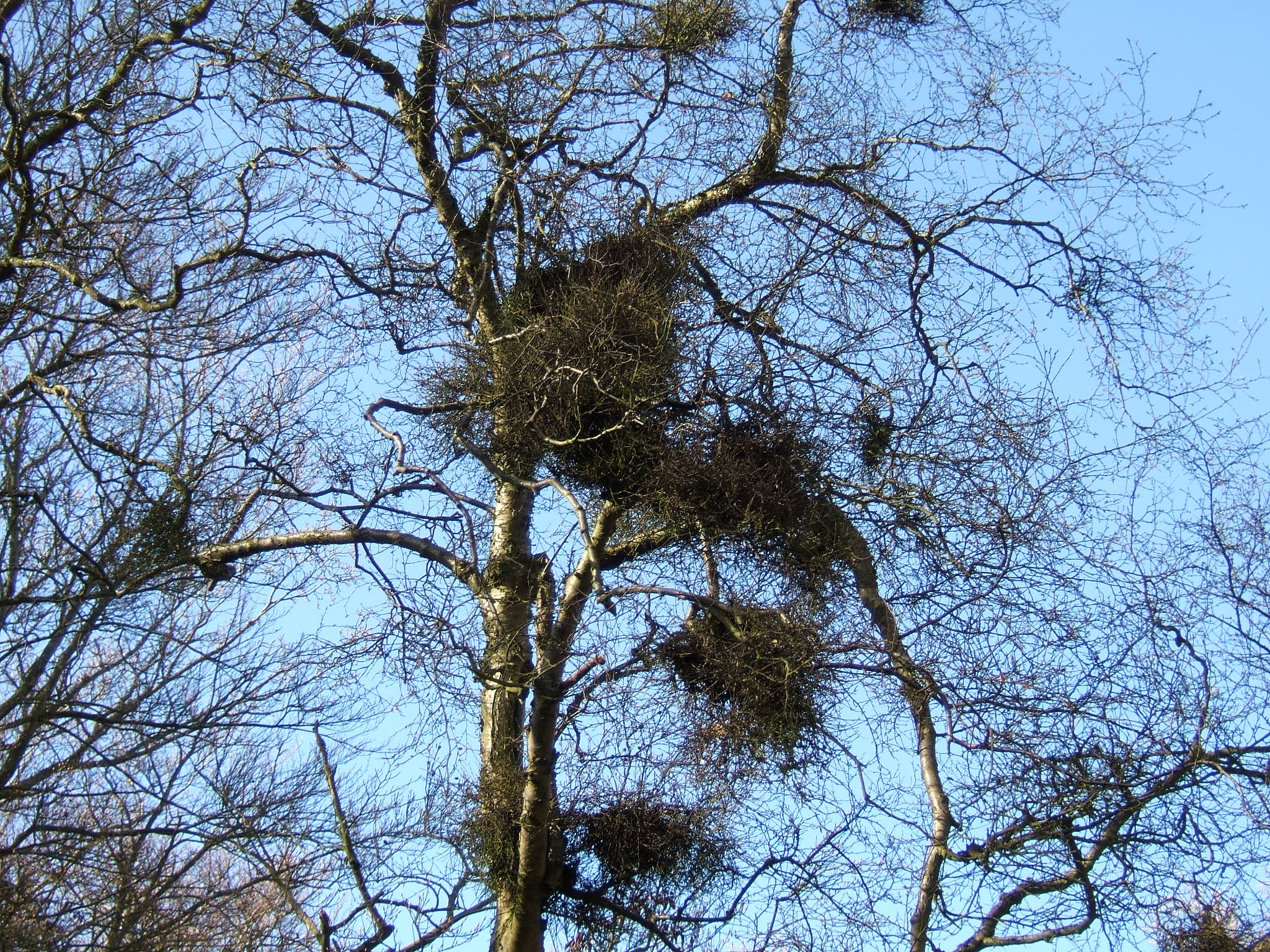
Escobas de bruja en abedul pubescente, causadas por el hongo Taphrina betulina.

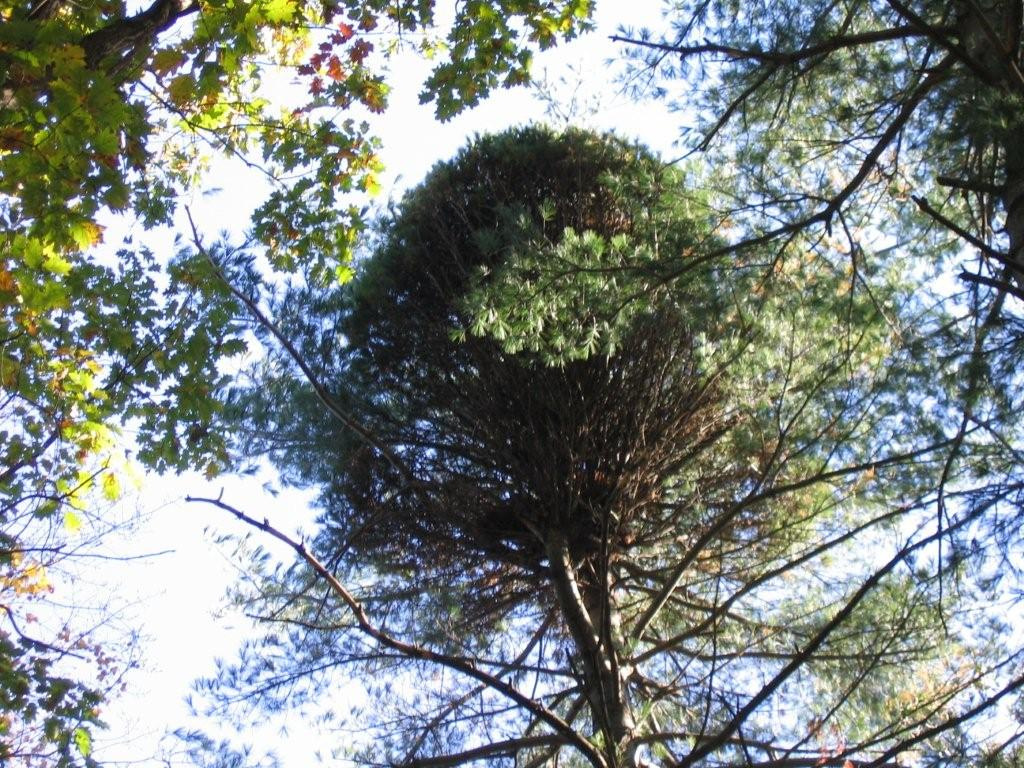
Escoba de bruja en un pino blanco.

Una escoba de bruja es una deformidad en una planta leñosa, típicamente un árbol, en la cual la estructura natural de la planta se ve modificada. Una masa densa de brotes crecen a partir de un punto único, y la estructura resultante se asemeja a una escoba o nido de un ave.
La enfermedad escoba de bruja causada por fitoplasmas es económicamente importante en varias plantas productoras, incluido el árbol de cacao Theobroma cacao,
jujube (Ziziphus jujuba) y el árbol Melia azedarach del cual se aprovecha su madera.

## Causas
La escoba de bruja puede ser causada por la citoquinina, una fitohormona, que interfiere con un brote regulado por la auxina. Por lo general la auxina previene que los brotes secundarios, terciarios, y otros crezcan demasiado, pero la citoquinina los libera de este control, haciendo que estos brotes se desarrollen formando la escoba de bruja. 
Las escobas de bruja pueden ser causadas por diferentes tipos de organismos, incluidos hongos, oomicetos, insectos, muérdago, muérdagos enanos, acariformes, nematodos, fitoplasmas o virus. La escoba crece durante muchos años, por lo general durante la vida de la planta que la aloja. A veces las actividades humanas favorecen la introducción de estos organismos; por ejemplo al no observar las debidas precauciones de higiene e infectar la planta con el organismo que desarrolla la escoba, o el podado inadecuado del árbol, y por lo tanto debilitándola.

## Usos
Las escobas de brujas ocasionalmente pueden producir cambios deseables. Algunos cultivares de árboles tales como los de Picea orientalis 'Tom Thumb Gold', fueron descubiertos como escobas de brujas. Si una ramita de un escoba de bruja es injertada en un pie de raíz normal, los árboles resultantes son muy extraños, indicando que el organismo que la atacó ha modificado el patrón de crecimiento de las ramitas.
Las escobas de brujas poseen una amplia importancia ecológica. Por lo general son habitados por una amplia variedad de organismos además de los organismos que los originan. Algunos son organismos invasores, tales como especies de polillas, que son específicas de determinados tipos de escobas de bruja, dependiendo de ellas para su alimentación y refugio de sus larvas. Varios animales grandes anidan en ellos, incluida la ardilla voladora del norte.